# Nevelson (krater)
Nevelson är en nedslagskrater på planeten Venus. Nevelson har fått sitt namn efter den amerikanska konstnären Louise Nevelson.
Kratern har en diameter på ungefär 69 km.